# Alphonsine Phlix
Alphonsine M.J. Phlix, née le 19 février 1928 à Hasselt et morte le 21 décembre 2011 dans la même ville, est une femme politique belge.

## Biographie
Alphonsine Phlix est devenue chef de cabinet professionnel chez Interelectra et est également membre du conseil d'administration du diffuseur BRTN.
Membre du Parti populaire chrétien, elle siège au Parlement européen de 1981 à 1984. 